# Ильинское (Наро-Фоминский район)
Ильинское — деревня в Наро-Фоминском районе Московской области, входит в состав сельского поселения Веселёвское. Численность постоянного населения по Всероссийской переписи 2010 года — 15 человек, в деревне находится Христорождественская церковь 1717 года постройки, номинально — действующая, фактически — руины. До 2006 года Ильинское входило в состав Шустиковского сельского округа.
Деревня расположена в юго-западной части района, на реке Руть (приток Протвы), примерно в 16 км к юго-западу от города Верея, у границы с Можайским районом, высота центра над уровнем моря 180 м. Ближайшие населённые пункты — Рубцово в 1 км на северо-восток и Шустиково в 1,5 км на север.